# Édifice de l'Assemblée législative de l'Alberta
L'édifice de l'Assemblée législative de l'Alberta, situé à Edmonton en Alberta, abrite l'Assemblée législative de l'Alberta. Le bâtiment est construit entre 1907 et 1913. Il s'agit d'un bâtiment de cinq étages, en grès et en granit à cadre d'acier, conçu dans le style Beaux-Arts,.